# Тунгстен (посёлок)
Посёлок Тунгстен (на некоторых картах обозначен как Кантунг) расположен на шахте Кантунг в Северо-Западных территориях. До него можно добраться от озера Уотсон, Юкон, по дороге Nahanni Range Road.

## История
Вольфрамовый рудник был построен в 1961 году, а вольфрамовый рудник был введен в эксплуатацию в 1962 году как крупный карьер в горах Маккензи. Первоначально он состоял из нескольких небольших домиков-бунгало. Общая численность вольфрама в 1960-х годах составляла около 120 человек, в том числе около 27 семей. В 1968 году семьи были размещены в 28 квартирах (одноместные и двухуровневые).
Из-за чрезвычайно хорошей заработной платы и льгот текучесть кадров на всем предприятии была довольно низкой. Семьи получали выгоду от начальной школы K-8, а затем и от системы K-9. В летние месяцы, в связи с открытыми работами, численность рабочей силы и населения города выросла до 160 человек. В середине 1970-х годов территория города расширилась, включив в себя трейлерный корт, три кондоминиума, трейлеры, а в 1982 году — современный комплекс отдыха. В 1983 году был построен барак на 80 человек. Город и шахта обслуживались всепогодной дорогой к озеру Уотсон и все еще открытому аэропорту Вольфрам (Кантунг) с единственной взлетно-посадочной полосой размером 4 127 футов × 100 футов (1 258 м × 30 м)..
В 1979 году население достигло 506 человек, из которых 200 были наемными работниками. К осени 1982 года в городе проживало 450 человек, и около 100 детей были зачислены в Вольфрамовую школу. В общине также была телефонная станция общего пользования, управляемая Northwestel: код города 403, префикс 777. К 1986 году было подсчитано, что в Вольфраме проживало всего 280 человек. Шахта Кантунг была закрыта в мае 1986 года, и город был закрыт. Через год или два телефонная станция, имевшая лишь несколько действующих линий на устаревшем электромеханическом оборудовании, была закрыта.
Несмотря на то, что шахта вновь открылась в 2002 году, ее характер изменился настолько, что здесь больше не было действующего городка с семьями. В 2003 году шахта снова закрылась. В декабре 2004 года, после инвестиций со стороны Совета Каска-Дена, расположенного в Юконе, шахта была вновь открыта в 2005 году. Оригинальные дома-бунгало сохранились до наших дней вместе со школой и стоят как памятник тому времени, когда городская жизнь была насыщена местными жителями.

## География
Община отличалась тем, что была единственным местом на Северо-Западных территориях, которое находилось по тихоокеанскому времени (используемому на Юконе), а не по горному времени. .

### Климат
Тунгстен имеет субарктический климат (Dfc) с долгой, очень холодной зимой и коротким, но мягким и дождливым летом..